# Джефферсонвілл (Індіана)
Джефферсонвілл (англ. Jeffersonville) — місто (англ. city) в США, в окрузі Кларк штату Індіана. Населення — 49 447 осіб (2020).

## Географія
Джефферсонвілл розташований за координатами 38°20′0″ пн. ш. 85°41′50″ зх. д. / 38.33333° пн. ш. 85.69722° зх. д. (38.333402, -85.697211).  За даними Бюро перепису населення США в 2010 році місто мало площу 88,99 км², з яких 88,23 км² — суходіл та 0,76 км² — водойми.

## Демографія
Згідно з переписом 2010 року, у місті мешкали 44 953 особи в 18 580 домогосподарствах у складі 11 697 родин. Густота населення становила 505 осіб/км².  Було 19991 помешкання (225/км²).
Расовий склад населення:
| - 80,4 % — білих - 13,2 % — чорних або афроамериканців - 1,1 % — азіатів - 0,3 % — корінних американців - 1,9 % — осіб інших рас |

До двох чи більше рас належало 3,0 %. Частка іспаномовних становила 4,1 % від усіх жителів.
За віковим діапазоном населення розподілялося таким чином: 23,2 % — особи молодші 18 років, 64,9 % — особи у віці 18—64 років, 11,9 % — особи у віці 65 років та старші. Медіана віку мешканця становила 37,3 року. На 100 осіб жіночої статі у місті припадало 95,4 чоловіків;  на 100 жінок у віці від 18 років та старших — 92,6 чоловіків також старших 18 років.
Середній дохід на одне домашнє господарство  становив 63 837 доларів США (медіана — 50 990), а середній дохід на одну сім'ю — 74 678 доларів (медіана — 62 590). Медіана доходів становила 44 744 долари для чоловіків та 38 564 долари для жінок. За межею бідності перебувало 11,2 % осіб, у тому числі 14,3 % дітей у віці до 18 років та 5,3 % осіб у віці 65 років та старших.
Цивільне працевлаштоване населення становило 22 392 особи. Основні галузі зайнятості: освіта, охорона здоров'я та соціальна допомога — 19,7 %, виробництво — 17,2 %, роздрібна торгівля — 12,6 %, мистецтво, розваги та відпочинок — 9,3 %.